# Toxorhynchites conradti
Toxorhynchites conradti är en tvåvingeart som beskrevs av Grunberg 1907. Toxorhynchites conradti ingår i släktet Toxorhynchites och familjen stickmyggor. Inga underarter finns listade i Catalogue of Life.